# Cornelis Pietersz. Bega

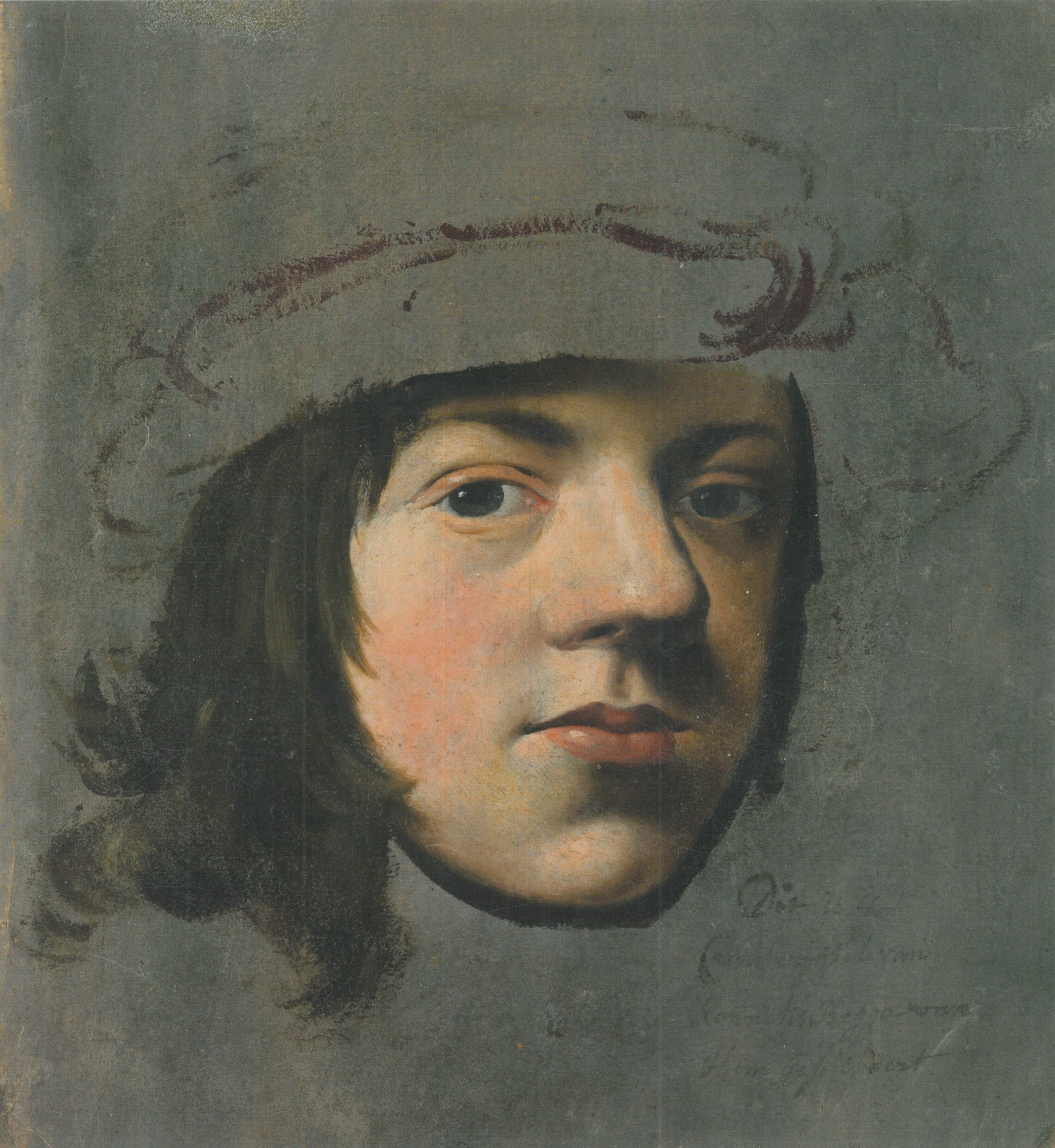
Cornelis Bega (Selbstporträt)

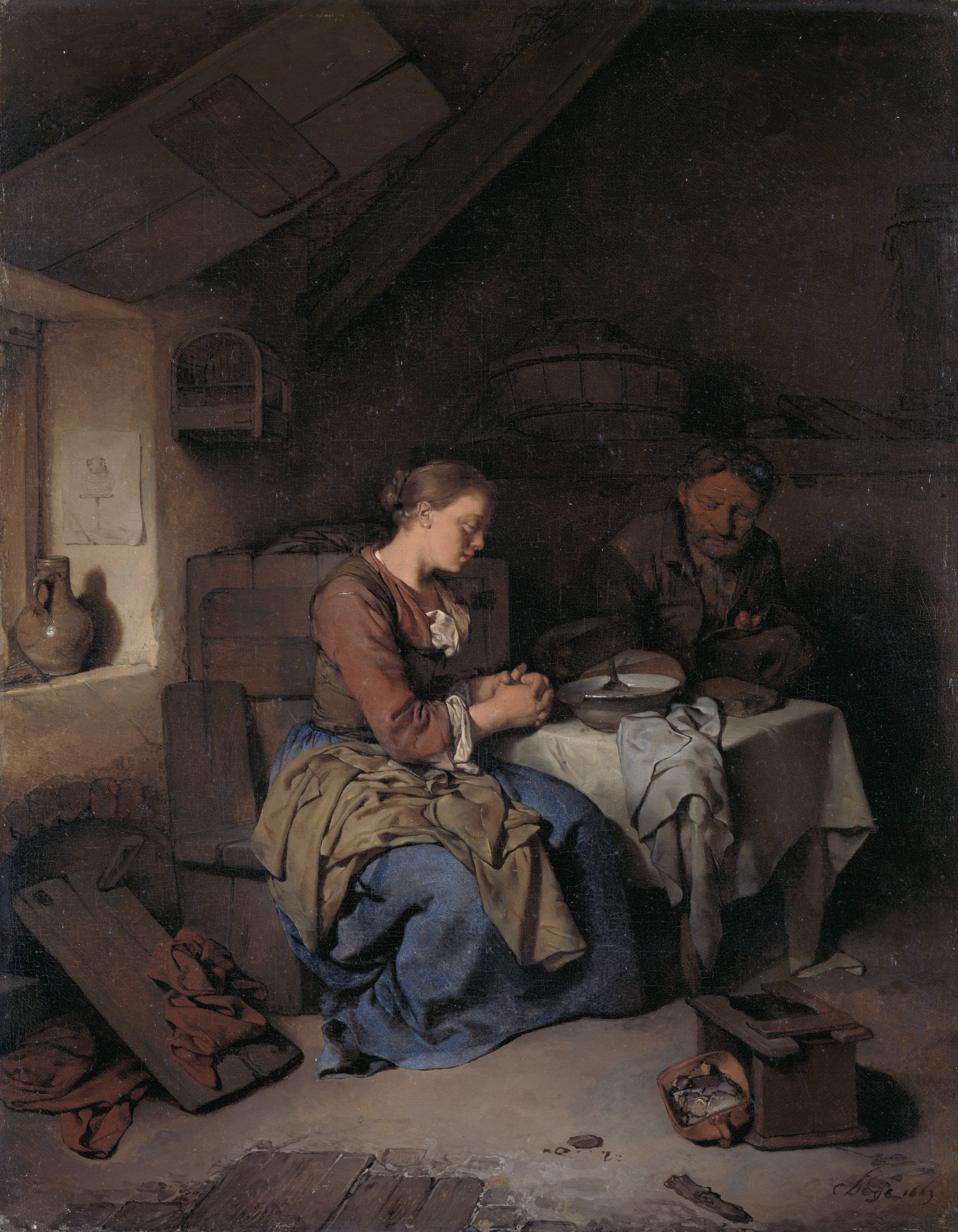
Cornelis Bega: Gebet vor der Mahlzeit.

Cornelis Pietersz. Bega (* 1631 oder 1632 in Haarlem; † 27. August 1664 vermutlich an der Pest) war ein niederländischer Barock-Maler und Radierer.

## Leben
Cornelis Bega war der Sohn des Bildhauers und Goldschmieds Pieter Jansz. Begijn († 1648). Seine Mutter Maria kam aus einer wohlhabenden Malerfamilie und war die Tochter des Haarlemer Künstlers Cornelis van Haarlem und dessen Frau Marietje Deyman.
Vom Vater wegen seines leichtsinnigen Lebenswandels verstoßen, weshalb er den Namen Bega annahm, war er später Schüler des Adriaen van Ostade.
Bevorzugt malte er, ebenso wie sein Lehrmeister van Ostade, Genrebilder. Diese haben Szenen aus den sog. niederen Kreisen des Volkslebes, namentlich aus Wirtshäusern und Bauerngesellschaften, Trinker, Raucher, Alchimisten, Astrologen und dergleichen zum Gegenstand. Die 34 von ihm bekannten Radierungen behandeln die gleichen Stoffe wie seine Gemälde.
Unter anderem radierte er auch in Kupfer. Zu den von ihm ausgeführten, bekannten Blättern gehören:
Das Wirtshaus, Das Bauernhaus mit acht Bauern, Der Bauer am Fenster (ganz mit der kalten Nadel vollendet) und Die junge Wirtin mit zwei alten Bauern.
Von 1653 bis 1654 reiste er zusammen mit den Künstlern Dirck Helmbreker, Vincent van der Vinne und Guillam Dubois durch Deutschland, die Schweiz und Frankreich. 1654 trat er der Lukasgilde seiner Heimatstadt Haarlem bei. Anfang der 1650er Jahre muss Bega mit dem gleichfalls in Haarlem ansässigen Künstler Leendert van der Cooghen befreundet gewesen sein, der ihn mehrfach porträtierte. Nach 1660 wurden seine Bilder farbiger und konzentrierten sich mehr auf Details und Texturen.
Bilder Begas finden sich beinahe in allen größeren europäischen Galerien, wie zum Beispiel im Louvre in Paris, im Rijksmuseum zu Amsterdam, in München, Sankt Petersburg oder Dresden und Berlin.

## Werke (Auswahl)
- Selbstbildnis, ca. 1649/50. Ölskizze auf Papier, 187 × 172 mm. Inschrift unten rechts: „Dit is Het Conterfeijsel van Kornelis Begga van Hem geschildert“. Privatsammlung.
- Stillende Mutter mit Kindern, 1652. Schwarze Kreide, sehr wenig braune Tinte, auf bräunlichem Papier, 181 × 232 mm. Unten rechts signiert und datiert: Cor. Begga 1652. Verso: Links die Marke vom Städelschen Kunstinstitut (Lugt 2356). Frankfurt am Main, Städel Museum, Inv.-Nr. 748.
- Bildnis Leendert van der Cooghen mit großem Hut, ca. 1653/54. Schwarze Kreide auf Pergament, 113 × 94 mm. Inschrift in schwarzer Kreide oben links und rechts im ovalen Rand: Cornelus Bega. Pitor/Harlemensis. Verso: von späterer Hand, vermutlich um 1800: „het Portrait van Cornelis Bega door hem Zelfs“ und, kaum lesbar, unten rechts: 1789. London, The British Museum, Inv.-Nr. 1836,0811.812.
- Doppelbildnis Leendert van der Cooghen und Cornelis Bega, 1654. Schwarze Kreide, grau laviert, 329 × 242 mm. Amsterdam, Rijksprentenkabinet, Inv.-Nr. RP-T-1940-511.
- Selbstbildnis mit Barett, ca. 1654/55. Rötel und schwarze Kreide, 261 × 216 mm. Leiden, Universiteitsbibliotheek, Prentenkabinet, Inv.-Nr. PK-T-AW-264.
- Das Schulzimmer, ca. 1652–54. Braune Tinte, grau und braun laviert auf schwarzer Kreide und/oder Bleistift, 171 × 278 mm. Signiert, Mitte links, in brauner Tinte: c.bega.  Boston, Sammlung Maida und George Abrams, Fogg Art Museum, Harvard University, Cambridge (Massachusetts), Inv.-Nr. 1999.126.
- Mutter mit schlafendem Kind, ca. 1654–58. Schwarze Kreide, weiß gehöht auf blauem Papier, 145 × 110 mm. Verso: Skizze eines stehenden Mannes mit einem Sack auf dem Rücken, spätere Inschrift mit Bleistift: C Bega/es - und JOL/5-o VO/165 f 7,5000 –. Privatsammlung.
- Bauernstube mit Mutter und Kindern, 1654. Feder in Braun, braun laviert über schwarzer Kreide; Einfassungslinien (Feder in Braun), 172 × 146 mm. Recto: Sammlermarke Esdaile (Lugt 2617). Verso: Inschrift mit Feder in Braun von Esdaile: 1834 WE (verschlungen), 120 x, Bega und, ebenfalls mit Feder in Braun, von der Hand Ploos van Amstels (Lugt 3004): h: 7d/b: 6d [schwer leserlich, weil teilweise von Esdaile überschrieben]. Hamburg, Hamburger Kunsthalle, Inv.-Nr. 21684.
- Wirtshausszene, ca. 1654/55. Eiche, 38 × 33,5 cm. Signiert unten rechts auf dem Stock: bega. Mainz, Landesmuseum, Inv.-Nr. 102.
- Tanz in der Dorfschenke, ca. 1655. Eiche, 46,5 × 44,5 cm. Signiert unten links von der Mitte: cbega. Dresden, Staatliche Kunstsammlungen Dresden, Gemäldegalerie Alte Meister, Galerie-Nr. 1476.
- Musikanten vor der Herberge, ca. 1655. Eiche, 35 × 32,5 cm. Signiert unten rechts: cBega (cB ineinander). Haarlem, Frans Hals Museum, Inv.-Nr. OS I-9.
- Schweineschlachten im Hinterhof, ca. 1655/56. Kupfer, 32,9 × 39,8 cm. Signiert unten rechts: c bega. USA, Privatsammlung.
- Wirtshaus mit Karten spielenden Bauern, ca. 1655/56. Eiche, 35,5 × 57 cm. Signiert unten links: Co. Bega. Boston, Sammlung Maida und George Abrams.
- Hausbesuch des Schuhmachers, ca. 1656–58. Eiche, 34,5 × 42 cm. Köln, Wallraf-Richartz-Museum, Inv.-Nr. 2567 (als „Familienszene“).
- Bauern in der Schenke, ca. 1658. Rötel, stellenweise Grafitstift, 150 × 159 mm. Verso mittig, in Rötel: Bega/1/6; unten links: 5.11/5.9 (Bleistift), darunter von anderer Hand: N 94 (Blei- und Grafitstift, schwer erkennbar). Wasserzeichen: Teil einer Narrenkappe. Hamburg, Hamburger Kunsthalle, Inv.-Nr. 21685.
- Wirtshausszene mit rauchendem Kind, ca. 1658. Monotypie in brauner, ölhaltiger Farbe, 258 × 236 mm. Dresden, Staatliche Kunstsammlungen Dresden, Kupferstich-Kabinett, Inv.-Nr. C 1904–51.
- Zwei Bauern im Gespräch mit einer Wirtin, ca. 1658–60. Monotypie in brauner, ölhaltiger Farbe, überarbeitet mit Pinsel in Graubraun, 237 × 223 mm. Unten links Stempel der Sammlung Van Haecken (Lugt 2516). Hamburg, Hamburger Kunsthalle, Inv.-Nr. 21686.
- Bauernfamilie mit Kindern in einem Wirtshaus, ca. 1658–60. Schwarze Kreide auf Pergament, 261 × 238 mm. Signiert unten rechts in schwarzer Kreide: cbega. Unten rechts Sammlermarke der Albertina (Lugt 174). Wien, Albertina, Inv.-Nr. 9156.
- Die alte Wirtin, ca. 1660. Schwarze Kreide und Rötelspuren, mit Umrahmungslinien, 181 × 139 mm. (Späteres) Monogramm rechts unten mit Feder und brauner Tinte: AB [wahrscheinlich ist Adriaen Brouwer gemeint]. Adelaide, Art Gallery of South Australia, Inv.-Nr. 965D33.
- Sitzender Junge mit Hut, ca. 1658–60. Rötel, 220 × 178 mm. Verso: Studie eines bekleideten rechten Oberamrs mit Schulter und eine Skizze von zwei Männern an einem Arbeitstisch (beide Zeichnungen in Rötel). Auch Verso: Inschrift in brauner Tinte: N° 319 und links unten mit Bleistift noch einmal: 319 [Inventarnummer Sammlung Goll van Frankenstein] und Sammlermarke Lugt 2228 (Rijksbaninet Amsterdam) sowie mit Bleistift: C. Bega. Amsterdam, Rijksprentenkabinet, Inv.-Nr. RP-T-1880-A-86.
- Sitzender junger Mann, ca. 1660–62. Rötel, 217 × 177 mm. Signiert unten links in Rötel: c. bega. Wasserzeichen: Wappen von Amsterdam. Privatsammlung.
- Wirtshausszene mit Geigenspieler, 1660. Eiche, 41 × 35 cm. Signiert und datiert unten links in Braun: c Bega 1660. Privatsammlung.
- Wirtshausszene mit Bauernpaar, ca. 1660. Eiche, 34,5 × 31,5 cm. Signiert unten links in Braun: c bega. Schweden, Privatsammlung.
- Wirtshausszene, ca. 1660/61. Eiche, 36,2 × 32,7 cm. Nicht signiert. Luxemburg, Villa Vauban, Musée d’Art de la Ville de Luxembourg, Inv.-Nr. 18.
- Wirtshausszene, ca. 1660–62. Leinwand, 29,7 × 23,6 cm. Frankfurt am Main, Städel Museum, Inv.-Nr. 1233.
- Schlafende Frau, ca. 1660. Schwarze Kreide auf blauem Papier, weiß gehöht, 166 × 144 mm. Signiert unten links: c. bega. Verso: Inschrift unten links in brauner Tinte C.Bega, Sammlermarken Städelsches Kunstinstitut (Lugt 2356) und (vermutlich) Christian Gottlieb Crusius (Lugt 548) auf einem in der linken unteren Ecke aufgeklebten blauen Zettel, außerdem ebenso in brauner inte I [...] l8:gl: und [...] 579. Frankfurt am Main, Städel Museum, Inv.-Nr. 5706.
- Stehender Mann in Rückenansicht, ca. 1660. Rötel, 250 × 153 mm. Inschrift [beschnitten?] in Rötel unten rechts: C. BE. Verso: Sammlermarken von Dr. Albert Welcker (Lugt 2793 c) und Dr. Curt Otto (lugt 611 c) [wie verlautet, ist das Blatt verleimt]. Leiden, Universiteitsbibliotheek, Prentenkabinet, Inv.-Nr. PK-T-AW-262.
- Sitzende Frau mit Kanne (The Milkmaid), ca. 1660–62. Rötel auf poliertem Papier, 258 × 190 mm. Wasserzeichen: „Foolscap with seven printed collar and three balls“, gewöhnlich datiert in zweite Viertel des 17. Jhd. Verso: mit Grafitstift Cornelis Bega / Bega(C). Study of a Milk Maid, spätere Skizze eines Baumes (Bleistift) und Sammlermarke von Robert Witt (Lugt 2228b). London, Stiftung Samuel Courtauld, The Courtauld Gallery, Inv.-Nr. D.1952.RW.1513.
- Sitzende Frau mit Kanne, ca. 1660–62. Rötel, Abklatsch auf verfärbtem Papier, 265 × 187 mm. Verso: unbekannt [aufgeklebt]. London, The British Museum, Inv.-Nr. Ff, 4.117.
- Draperiestudie, ca. 1660/61. Schwarze Kreide auf blauem Papier, weiß gehöht, 255 × 173 mm. Verso: unbekannt [aufgeklebt]. Syracuse NY, Sammlung Wayne and Linnea Franits.
- Interieur mit Wein trinkender Frau, ca. 1660/61. Leinwand, 26,6 × 21,5 cm. Signiert unten rechts in Braun: cbega. USA, Privatsammlung.
- Interieur mit junger Frau und zwei Bauern, ca. 1660–62. Eiche, 28,5 × 22,4 cm. Signiert unten rechts: cbega. Manchester, Manchester Art Gallery, Inv.-Nr. 1979.444.
- Ungleiches Paar, ca. 1661. Eiche auf Papier geklebt, 29,2 × 23,2 cm. Privatsammlung.
- Verliebtes Paar, ca. 1661. Leinwand, 32,8 × 28,7 cm. Signiert unten rechts: c:Bega: f. Wien, Gemäldegalerie der Akademie der bildenden Künste Wien, Inv.-Nr. 1390.
- Sitzende junge Frau, ca. 1660/61. Rötel mit Spuren von schwarzer Kreide, 238 × 152 mm. Verso: Oben links eine falsche Signatur von Adriaen van de Velde in Rötel un Inschrift Bega in schwarzer Kreide oder Bleistift. Berlin, Kupferstichkabinett, Staatliche Museen zu Berlin, Inv.-Nr. KdZ 11998.
- Sitzende Frau mit Fußwärmer, ca. 1660/61. Öl auf Papier, auf Holz geklebt, 24,4 × 17 cm. Boston, Sammlung Maida und George Abrams.
- Frau mit Kopftuch, ca. 1660–62. Rötel, 134 × 113 mm. Verso: Inschrift in brauner Tinte, links unten: N. 743 [Inv.-Nr. Goll van Franckenstein, vgl. Lugt 2987], Lugt 2135 (Vereniging Rembrandt) und Lugt 2228 (RPK); signiert mit Bleistift: Bega, mit Bleistift, in der Mitte: 5 und links oben 3. Wasserzeichen: Narrenkappe. Amsterdam, Rijksmuseum, Rijksprentenkabinet, Inv.-Nr. RP-T-1883-A-271.
- Stehende Frau ohne Gesichtszüge, ca. 1600–62. Schwarze Kreide auf blauem Papier, weiß gehöht, 325 × 167 mm. Großbritannien, Privatsammlung.
- Stehende Frau mit Turban, ca. 1660–62. Rötel, hellbraune Lavur im Hintergrund, auf festem Papier, 282 × 165 mm. Verso: blasser Abdruck einer stehenden Frau in Rötel. Privatbesitz, Inv.-Nr. DE 002.
- Rückenfigur eines Mannes, ca. 1660–62. Rötel und Strichrahmen in Grau auf Bütten, 121 × 117 mm. Verso: Inschriften unten links mit Bleistift die Namen A.Brouer und Bega, weiterhin die Nummer 3540 und in der Mitte der Marke des Dresdener Kupferstich-Kabinetts (Lugt 1616). Die Marke wurde zwischen 1885 und 1920 verwendet. Dresden, Staatliche Kunstsammlungen Dresden, Kupferstich-Kabinett, Inv.-Nr. C 1216.
- Musizierende und tanzende Bauern, ca. 1661/62. Leinwand, 47 × 40,5 cm. Signiert rechts unten: cbega. Amsterdam, Rijksmuseum, Inv.-Nr. SK-A-24.
- Wirtshausszene mit betrunkenem Mann, 1661. Eiche, 41 × 35,5 cm. Signiert und datiert unten links auf einem Holzbrett: cbega / 1661. Privatsammlung.
- Wirtshausszene mit Liebespaar, 1661. Leinwand auf eine Eichenholztafel geleimt, 38,7 × 34,5 cm. Signiert und datiert unten rechts: cbega 1661. Stockholm, Hallwylska Museet, Inv.-Nr. B. 101.
- Bauern in einer Taverne, 1662. Leinwand, 48,6 × 41,5 cm. Signiert und datiert unten rechts: c bega/1662. Budapest, Szépművészeti Múzeum, Inv.-Nr. 4299.
- Ländliches Interieur mit Paar, 1662. Leinwand auf Holz, 44,7 × 39 cm. Signiert und datiert unten in der Mitte auf einem Holzbrett: c bega A°/ 1662. Paris, Musée du Louvre, Inv.-Nr. 1032.
- Liegende Frau, ca. 1661–64. Schwarze Kreide auf blauem Papier, weiß gehöht, 158 × 217 mm. Inschrift unten rechts in schwarzer Tinte D. 424 (Inventarnummer) und zwei Sammlermarken von Gigoux (Lugt 1164, unten links) und Musée de Besançon (Lugt Suppl. 238 c, unten rechts). Verso: unbekannt [aufgeklebt]. Besançon, Musée des Beaux-Arts et d’Archéologie, Inv.-Nr. D. 424.
- Sitzende Frau, ca. 1660–64. Rötel, hellbraune Lavur im Hintergrund, 207 × 155 mm. Inschrift mit Bleistift unten links: c bega und Inschrift mit Bleistift oben links: 22. Sammlermarke unten rechts: Lugt 174 (Albertina). Verso: unbekannt [aufgeklebt]. Wien, Albertina, Inv.-Nr. 9157.
- Sitzende Frau, ca. 1661–64. Rötel, 238 × 162 mm. Wasserzeichen: Amsterdamer Stadtwappen. Privatsammlung, Inv.-Nr. DE 007.
- Junge Frau mit Hut, ca. 1661–64. Rötel, 134 × 113 mm. Verso: Inschrift in brauner Tinte: No. 743 (Inv.-Nr. Goll van Franckenstein, vgl. Lugt 2987, nur teilweise sichtbar), Inschrift in brauner Tinte: B[r?]ega. Sammlermarke Lugt 2135 (Vereeniging Rembrandt) und Lugt 2228 (Rijksprentenkabinet Amsterdam), Inschrift mit Bleistift: Bega, 5 und oben links, mit Bleistift: 8. Wasserzeichen: Fragment, unlesbar. Amsterdam, Rijksmuseum, Rijksprentenkabinet, Inv.-Nr. RP-T-1883-A-270.
- Sitzender Junge mit Pelzmütze, ca. 1661–64. Rötel, stellenweise schwarze Kreide am Hut, 214 × 167 mm. Inschrift mit Inventarnummer unten rechts in schwarzer Tinte: D.420 sowie Sammlermarke Musée des Beaux-Arts in Besançon (lugt Suppl. 238c). Verso: Inschrift mit Grafitstift: C. Béga und nochmal: Corneille Bega. Aufschrift auf Karton mit Grafitstift: collection Norblin. Besançon, Musée des Beaux-Arts er d’Archéologie, Inv.-Nr. D. 420.
- Frau mit Turban, ca. 1662. Rötel, 267 × 170 mm. Inschrift unten rechts, in Bleistift: C. Bega. Verso: Inschrift in Bleistift: 99. Wasserzeichen: Narrenkappe. Privatsammlung, Inv.-Nr. DE 011.
- Wirtshausszene mit junger Frau und trinkenden Bauern, ca. 1662. Leinwand, 37,2 × 32,7 cm. Signiert rechts unten in Schwarz: C bega. Privatsammlung, Connecticut.
- Das Musikstück, 1662. Leinwand, 45,6 × 40 cm. Signiert und datiert unten links auf dem Papier: c Bega / 1662. Luxemburg, Villa Vauban, Musée d’Art de la Ville de Luxembourg, Inv.-Nr. 19.
- Die Zisterspielerin, 1662. Leinwand, 35 × 32,1 cm. Signiert und datiert unten links von der Mitte: c bega A°1662. Berlin, Gemäldegalerie Staatliche Museen zu Berlin, Kat.-Nr. 871.
- Zwei singende Männer, 1662. Leinwand auf Holz, 35,9 × 31,9 cm. Signiert und datiert unten rechts auf der Holzkiste: c bega/A° 1662. Dublin, National Gallery of Ireland, Inv.-Nr. 28.
- Der blinde Geiger, 1663. Leinwand, auf Holz aufgezogen, 34,4 × 30,2 cm. Signiert unten rechts: C. bega / 1663. Oxford, Ashmolean Museum, Inv.-Nr. A288.
- Bauernfamilie, ca. 1662/63. Feine Leinwand, zu einem frühen Zeitpunkt auf eine Eichenholztafel mit senkrechtem Faserverlauf geleimt, 32,8 × 27,2 cm. Berlin, Gemäldegalerie Staatliche Museen zu Berlin, Inv.-Nr. 872.
- Gebet vor der Mahlzeit, 1663. Leinwand, 37,5 × 30 cm. Signiert und datiert unten rechts: c bega 1663. Amsterdam, Rijksmuseum, Inv.-Nr. SK-C-95.
- Besuch bei einer Bauernfamilie, 1663. Eiche, 40,6 × 34,2 cm. Signiert und datiert unten rechts in Schwarz: cbega 1663. Aachen, Suermondt-Ludwig-Museum, Inv.-Nr. GK 1613.
- Zwei trinkende und rauchende Dirnen, 1663. Leinwand, 36 × 28,9 cm. Signiert und datiert unten rechts in Schwarz-Braun: c Bega A° 1663. Frankfurt am Main, Städel Museum, Inv.-Nr. 641.
- Stehende Dienstmagd, ca. 1661–64. Ölgrisaille in Dunkelbraun, Weiß und Grau sowie Grüntönen auf Papier [in der Mitte ist ein rötlicher Untergrund sichtbar], mit Firnis, 265 × 171 mm. Wahrscheinlich Sammlermarke der Sammlung Six unten rechts: SX [vgl. Lugt 1539a]. London, The British Museum, Inv.-Nr. 1861,0810.18.
- Mutter mit Kind in einer Taverne, ca. 1662–64. Eiche, 37 × 30,5 cm. Signiert auf dem Fußwärmer unten links: cbega. Dünkirchen, Musée des Beaux-Arts de Dunkerque, Inv.-Nr. P.730.
- Sitzende junge Frau, ca. 1661–64. Schwarze und weiße Kreide auf blauem Papier, zu zu grünlichem Braun verblasst, auf Büttenkarton aufgezogen, 208 × 138 mm. Sammlermarke unten links: Lugt 2602d (Argoutinsky-Dolgoroukoff). Verso: auf dem Karton, Sammlermarke unten links: Lugt 3306 (Maida und George Abrams); Inschrift oben links, Bleistift: Cornelis Bega / Haarlem / 1620-1664; Inschrift oben links, Bleistift: ex Wertheimer; Inschrift Mitte, Bleistift: Cornelis Bega. Wasserzeichen: Narrenkappe. Boston, Sammlung Maida und George Abrams, Fogg Art Museum, Harvard University, Cambridge (Massachusetts), zugesicherte Schenkung, Inv.-Nr. 25.1998.93.
- Der ärztliche Besuch, ca. 1663. Leinwand, auf Holz aufgezogen, 36,5 × 29,2 cm. Signiert und datiert unten rechts: C Bega A 166(?). Privatsammlung.
- Der Astrologe, ca. 1663. Schwarze Kreide, braune Tusche, 269 × 188 mm. Unten links Marken von J. Gigoux (Lugt 1164) und Musée de Besançon (Lugt Suppl. 238 c) mit Inventarnummer D.120. in schwarzer Tusche. Verso: unbekannt [auf Papier geklebt]. Besançon, Musée des Beaux-Arts et d’Archéologie, Inv.-Nr. D.120.
- Der Astrologe, 1663. Eiche, 36,9 × 29,6 cm. Signiert und datiert unten links: c bega / A° 1663. London, National Gallery, Inv.-Nr. NG1481.
- Aufblickender junger Mann, ca. 1661–64. Schwarze Kreide auf grünlich grau präpariertem Papier, weiß gehöht, 156 × 145 mm. Verso: Sammlermarke Vereeniging Rembrandt (Lugt 2135) und Rijksprentenkabinet Amsterdam (Lugt 2228); Inschrift mit Bleistift unten links: 67. Amsterdam, Rijksprentenkabinet, Inv.-Nr. RP-T-1883-A-269.
- Studie eines Alchemisten, 1663. Schwarze Kreide, weiß gehöht auf blauem Papier, 173 × 142 mm. Kein Wasserzeichen. Verso: Inschrift mit Grafitstift: aus der Sammlung J. A. Börner / in Nürnberg [siehe Lugt 269–270, 328–329], Sammlermarke H. Haendcke (Lugt Suppl. 1228a), nicht identifiziertes Monogramm unten rechts in schwarze Kreide oder Grafitstift: XW [?] sowie in Rötel: 719. Antwerpen, Museum Mayer van den Bergh, Inv.-Nr. MMB.1049.
- Der Alchemist, 1663. Leinwand auf HOlz, 35,2 × 28,7 cm. Signiert und datiert unten rechts in Weiß auf einer Schublade: c bega A° 1663. Privatsammlung.
- Der Alchemist, 1663. Eiche, 36,2 × 32,2 cm. Signiert und datiert unterhalb der linken Hand auf einem blauen Papier: A° 1663 / c bega. Los Angeles, J. Paul Getty Museum, Inv.-Nr. 84.PB.56.
- Die Musikstunde, 1663. Leinwand, 45 × 41 cm. Signiert und datiert links auf dem Holztisch: cBega / A° 1663. Stockholm, Nationalmuseum, Inv.-Nr. NM 310.
- Das Duett, 1663. Eiche, 44,2 × 39,3 cm. Signiert und datiert links auf dem Taburett: cBega/A° 1663. Paris, Musée du Petit Palais (Musée des Beaux-Arts de la Ville de Paris), Inv.-Nr. P-Dut 890.
- Junge Frau mit Krug und Weinglas, ca. 1663/64. Leinwand, 27 × 22 cm. Reste einer Signatur unten links. London, John Mitchell Fine Paintings.
- Bordellszene, 1664. Leinwand, 33,8 × 28,8 cm. Signiert und datiert unten links in Braun: cbega A° 1664. Privatsammlung Norbert Pokutta.
- Tanzende Bauern in einer Schenke, 1664. Leinwand, 44,2 × 38,2 cm. Signiert und datiert unten rechts, auf dem horizontalen Tischbein in hellgrauer Farbe: A° 1664/cbega. München, Bayerische Staatsgemäldesammlungen, Alte Pinakothek, Inv.-Nr. 583.

## Ausstellungen
- 2012: Suermondt-Ludwig-Museum, Aachen, anschließend Gemäldegalerie - Staatliche Museen zu Berlin[1][2]